# موسي إتش دبليو. تشان
موسي إتش دبليو. تشان (بالإنجليزية: Moses H. W. Chan)‏ هو فيزيائي أمريكي، ولد في 23 نوفمبر 1946 في شيان في الصين.

## وصلات خارجية
- الموقع الرسمي